# Żabno (Starogard Gdański)
Żabno – część miasta Starogard Gdański, granicząca od wschodu z osiedlem Łapiszewo. 
Stanowi przyłączony do miasta po 1950 r. wschodni obszar wsi Żabno, będącej w XV-XVIII w. wsią królewską należącą do starostwa skarszewskiego. Osiedle posiada zachowany układ historycznej wsi i obejmuje m.in. rejon ulic Świętojańskiej i Ks. Franciszka Kalinowskiego.
Na terenie osiedla znajdował się przystanek kolejowy Żabno koło Starogardu Gdańskiego